# The Happiness Cage
Pour plus de détails, voir Fiche technique et Distribution.
The Happiness Cage est un film de science-fiction américain réalisé par Bernard Girard et sorti en 1972.

## Fiche technique
- Titres alternatifs : The Mind Snatchers ou The Demon Within
- Réalisation : Bernard Girard
- Scénario : Ron Whyte d'après une pièce de Dennis Reardon
- Photographie : Manny Wynn[1]
- Distributeur : Cinerama Releasing Corporation
- Musique : Christopher Dedrick , Phil Ramone
- Montage : Sidney Katz
- Durée : 94 minutes
- Date de sortie : 1972

## Distribution
- Christopher Walken : Pvt. James H. Reese
- Joss Ackland : Dr. Frederick
- Ralph Meeker : le Major
- Ronny Cox : Sgt. Boford Miles
- Marco St. John : Lawrence Shannon
- Bette Henritze : Anna Kraus
- Susan Travers : Nurse Schroeder
- Birthe Neumann : Lisa